# Dilan Çiçek Deniz
Dilan Çiçek Deniz (* 28. Februar 1995 in Sivas) ist eine türkische Schauspielerin und Model und Gewinnerin eines Schönheitswettbewerbs.

## Leben und Karriere
Deniz wurde am 28. Februar 1995 in Sivas geboren. Sie nahm 2014 an Miss Turkey teil und bekam den zweiten Platz. Bei der Wahl zur Miss Universe 2015, die in Miami stattfand, vertrat sie die Türkei. Ihr Debüt gab sie 2015 in der Fernsehserie Tatlı Küçük Yalancılar. Im selben Jahr bekam sie eine Rolle in Güneşin Kızları. Ihre erste Hauptrolle bekam sie 2016 in Bodrum Masalı. Zwischen 2017 und 2019 spielte Deniz in Çukur 
die Hauptrolle. 2020 war sie in dem Film One-Way to Tomorrow zu sehen. Außerdem wurde sie für die Serie Yarım Kalan Aşklar gecastet.

## Filmografie
Filme
- 2013: Balayı
- 2020: One-Way to Tomorrow
- 2022: Aniden
- 2022: Don't Leave

Serien
- 2015: Tatlı Küçük Yalancılar
- 2015: Güneşin Kızları
- 2016–2017: Bodrum Masalı
- 2017–2021: Çukur
- 2020–2021: Alev Alev
- 2020: Yarım Kalan Aşklar
- 2022: Kusursuz Kiracı